# Dossard vert

Maillot blanc muni d’un dossard vert avec un lettrage blanc.

Le dossard vert est un dossard distinctif en cyclisme sur route, d’un fond vert au lettrage blanc.

## Utilisation
Le dossard vert est principalement utilisé en cyclisme féminin. Notamment sur le Tour de France Femmes, depuis l’édition 2024, où ce dossard est attribué à la lauréate du prix de la Combativité,. Autrefois, ce dossard était rouge.

## Record
Une seule coureuse est parvenue à porter à plusieurs reprises le dossard vert ; Maëva Squiban lors du Tour de France 2025 où elle porte ce dossard durant trois étapes.